# ヘンリー・パジェット (初代アングルシー侯爵)
初代アングルシー侯爵ヘンリー・ウィリアム・パジェット（英語: Henry William Paget, 1st Marquess of Anglesey KG GCB GCH PC、1768年5月17日 – 1854年4月29日）は、イギリスの貴族、陸軍軍人、政治家。騎兵隊長として1799年のオランダ遠征、半島戦争の1808年戦役、1815年の第7次対仏大同盟戦争に参戦、ワーテルローの戦いで戦功をあげつつ右足を失い、以降義足を使用した。以降は政治家に転身、兵站総監（在任：1827年 – 1828年、1846年 – 1852年）、アイルランド総督（在任：1828年 – 1829年、1830年 – 1833年）を歴任した。アイルランド総督としてはウェリントン公爵内閣と異なりカトリック解放を支持したため、1829年に召還された。2度目の任命ではダニエル・オコンネルの合同法廃止運動が主な課題だった。軍人としての最終階級は陸軍元帥（1846年）。
1784年から1812年までパジェット卿の儀礼称号を使用し、1812年より第4代アクスブリッジ伯爵となり、1815年に初代アングルシー侯爵に叙された。

## 生涯

### 生い立ち
初代アクスブリッジ伯爵ヘンリー・パジェットと妻ジェーン（Jane、旧姓シャンパーニュ（Champagné）、1742年ごろ – 1817年3月9日、アーサー・シャンパーニュの娘）の息子として、1768年5月17日に生まれ、6月12日に洗礼を受けた。1777年から1784年までウェストミンスター・スクールで教育を受けた後、1784年10月14日にオックスフォード大学クライスト・チャーチに入学、1786年6月28日にM.A.の学位を修得した。1786年から1788年まで大陸ヨーロッパを旅した後、1790年に大学を出た。在学中は海軍入りを望んだが、1788年にシュレージエンでプロイセン王国の閲兵をみて、騎兵に憧れるようになった。

### 庶民院議員
父の意向により、1790年イギリス総選挙でカーナーヴォン選挙区にて無投票で当選した。庶民院では父の想定通りに第1次小ピット内閣を支持、1791年にはスコットランドにおける審査法廃止に反対したとされたが、1793年以降は軍務により度々議会を不在にするようになった。1796年イギリス総選挙ではミルボーン・ポート選挙区に転じ、1,500ポンド以上を費やして58票でトップ当選した。1802年イギリス総選挙では無投票で再選した。1803年ごろには王太子ジョージ（後の国王ジョージ4世）の友人になり、王太子の債務に関する採決で王太子を支持した。1804年にアディントン内閣が成立すると、父は内閣を支持、パジェット卿が小ピットの野党を支持するとパジェット卿を落選させると脅した。しかしパジェット卿は小ピット支持を堅持し、1804年6月ごろにチルターン・ハンドレッズ執事に任命される形で議員を辞任した。
1806年イギリス総選挙ではミルボーン・ポートにおけるパジェット家の影響力に対する反対運動があったため、再びミルボーン・ポートから出馬して当選、1807年イギリス総選挙でも再選した。パジェット卿は1806年から1807年までの挙国人材内閣を嫌い、父も内閣を支持しなかったが、パジェット卿の議会活動は引き続き低調だった。内閣がカトリック解放問題により倒れると、カトリック解放を支持したパジェット卿は国王ジョージ3世を「降伏より玉座で死ぬことを選ぶ」と評し、新内閣である第2次ポートランド公爵内閣（1807年 – 1809年）についてもあまりよい評価を与えなかった。1808年から1809年にかけては半島戦争とワルヘレン戦役により議会を不在にし、ワルヘレン戦役を受けて同年のクリスマスまでに政権交代があると予想して的中した。1810年1月、離婚問題により庶民院議員の辞任を余儀なくされた。このときもチルターン・ハンドレッズ執事に任命される形での辞任だった。
このように、パジェット卿は庶民院議員としてあまり活動的ではなく、一度も演説しなかった。『英国議会史』はパジェット卿の政歴が正確には1827年に始まったと評した。

### 軍歴

#### 連隊長への昇進

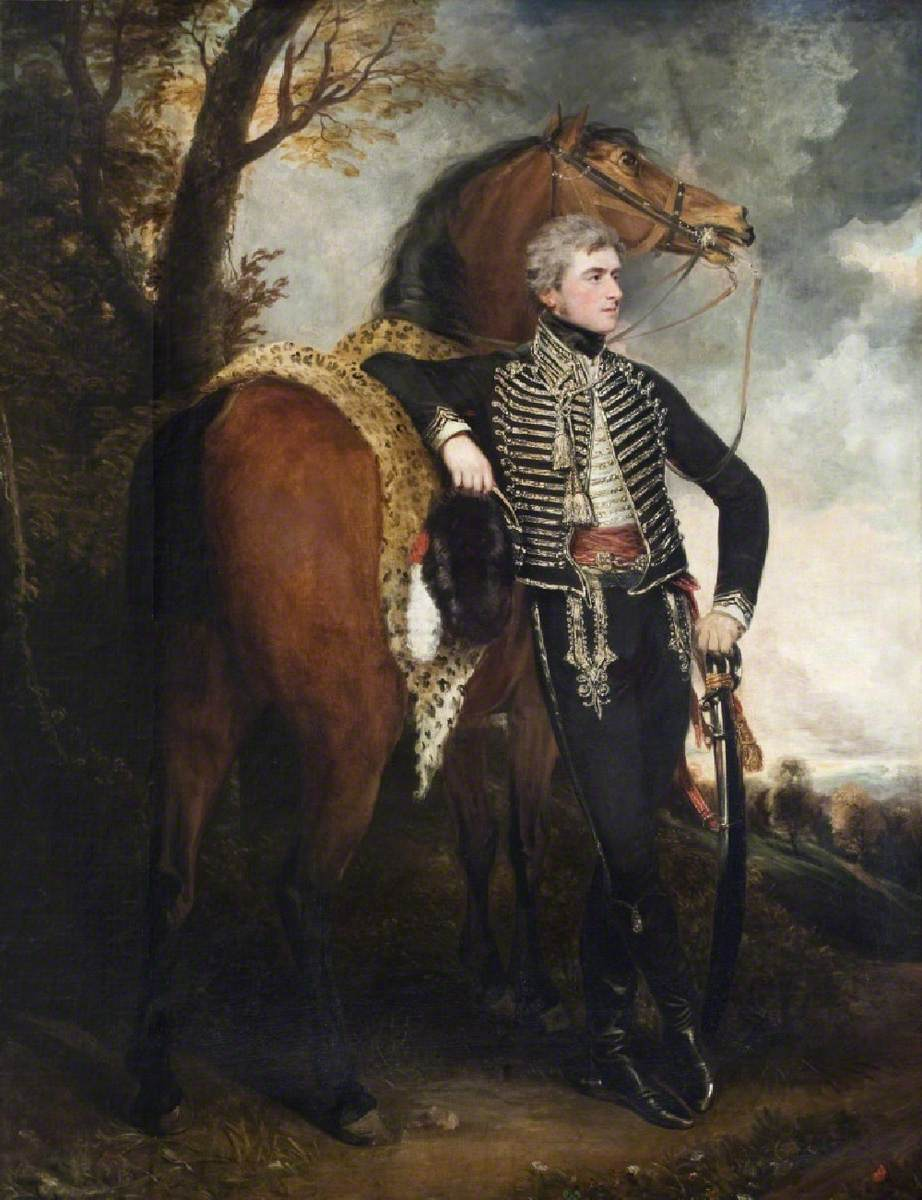
ジョン・ホプナーによる肖像画、1798年。

1793年にフランス革命戦争が勃発すると、スタッフォードシャーで民兵隊が招集され、同年9月に第80歩兵連隊として正規軍に組み込まれると、パジェット卿は連隊長に任命された。同年12月21日、『ロンドン・ガゼット』でパジェット卿にlieutenant-colonel-commandantの臨時階級を与えることが発表された。連隊はまずガーンジー島に駐留した後、パジェット卿の指揮のもとフランドル戦役に参戦した。
1795年4月14日に第7歩兵連隊の中尉に昇進したが、同日に直ちに第23歩兵連隊の大尉に昇進した。以降は短期間で昇進を繰り返し、1795年5月23日に第65歩兵連隊の少佐に昇進、30日に第80歩兵連隊の中佐に昇進、6月20日に第16軽竜騎兵連隊の中佐に転任、1796年5月14日に大佐に名誉昇進、1797年4月8日に第7軽竜騎兵連隊の中佐に転じた。第7軽竜騎兵連隊では紀律粛正に勤しみ、以降も配下の騎兵を鍛え上げて、のちの上官サー・ジョン・ムーアが「私たちの騎兵はフランスのすべての騎兵より良質である」と評するに至った。パジェットのもとでは軍服も高品質が保たれ、パジェットはヴィクトリア朝になっても連隊の軍服である「パジェット・ブルーコート」（Paget blue coat）を着用し続けた。

#### オランダ遠征
1799年、ヨーク＝オールバニ公フレデリックが指揮したオランダ遠征に参戦、4個連隊で構成される騎兵旅団を指揮した。遠征の最初はアムステルダムの北にある岬での行動に限定されていたため、騎兵が活躍する場はなかったが、10月2日のアルクマールの戦いで騎兵を率いて突撃を成功させた。戦闘自体が敗戦に終わると、パジェット卿は殿軍を指揮して撤退を援護、シモン将軍（Simon）率いるフランス騎兵を撃退した。6日のカストリクムの戦いにおいてもイギリス騎兵が活躍した。その後、10月18日に停戦が合意され、遠征軍は帰国した。
1801年5月16日、第7軽竜騎兵連隊の隊長（大佐）に昇進した。以降1808年まで戦役に関わらなかったが、1802年5月11日に少将に、1808年5月7日に中将に昇進した。

#### 半島戦争

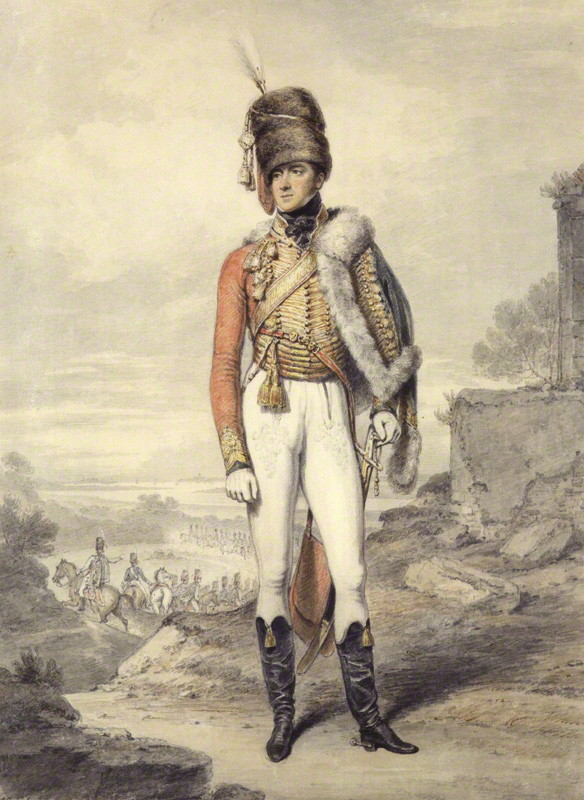
ヘンリー・エドリッジによる肖像画、1808年。

半島戦争では1808年末に騎兵2個旅団を率いて、デイヴィッド・バード率いる陸軍師団と合流するよう命じられた。パジェット卿はア・コルーニャに上陸した後、辛くもバードとの合流に成功した。このとき、サー・ジョン・ムーア率いる2万の軍勢がリスボンから進軍してきており、バードとムーアは合流する予定だったが、ナポレオン・ボナパルトが破竹の勢いで進軍してきたため、バードとムーアはそれぞれア・コルーニャとリスボンに向けて撤退した。これを知ったナポレオンはバードとムーアが全面撤退に転じたと判断してマドリードに進軍、スペイン北西部にはスールト元帥率いる1万8千の軍勢を残しただけだった。撤退戦でイギリス軍の損害が増える中、パジェット卿はサハグンの戦いで1個連隊を率いてフランスの騎兵旅団に突撃して戦功をあげた。
パジェットの援護もあり、12月20日にはバードとムーアがスールトに知られないままマヨルガ（Mayorga）で合流したが、ナポレオンは22日にマドリードを陥落させると、自軍20万を率いてイギリス軍を掃討してきたため、イギリス軍は撤退を再開した。29日、パジェットはベナベンテの戦いでシャルル・ルフェーブル＝デヌエット率いるフランス騎兵と戦った。このとき、エスラ川の橋が爆破されていたため、フランス軍は代わりに渡れる浅瀬を探したが、パジェットは哨兵隊でフランス軍を引きつけ、フランス騎兵が哨兵隊に向けて突撃すると、その横から第10ハザール連隊を突撃させて撃破、ルフェーブル＝デヌエットを捕虜にした。イギリス軍がガリシアの山岳地帯まで撤退すると、後衛は歩兵が務めることになり、パジェットも病気になって戦闘に参加できず、1809年1月のア・コルーニャの戦いではムーア戦死の報せを船上で聞いた。その後、1809年のワルヘレン戦役で1個師団を指揮した。ワルヘレン戦役以降は一時戦争での任務を与えられず、次に実戦を経験するのは1815年のこととなった。

#### 百日天下
1815年1月2日、バス勲章ナイト・グランド・クロスを授与された。同年に穀物法をめぐる暴動が勃発したとき、ロンドンで小部隊を指揮した。ナポレオンの百日天下では4月15日に初代ウェリントン公爵アーサー・ウェルズリーよりイギリス騎兵の指揮を任せられ、6月18日のワーテルローの戦いの直前には同盟軍の騎兵の指揮も任せられた。しかし、糧秣の補給もあり、イギリス騎兵は広範囲に散らばっており、6月16日のカトル・ブラの戦いではこれが仇となり、騎兵が歩兵の支援に間に合わなかった。その後、6月17日に同盟軍がカトル・ブラからワーテルローに撤退したとき、アクスブリッジ伯爵は撤退を援護した。18日のワーテルローの戦いでは衛兵隊を率いて2回突撃した後、重騎兵を率いて3度目の騎兵突撃を敢行、フランスの衛兵隊を撃破した。『ブリタニカ百科事典』第9版と第11版はアクスブリッジ伯爵の戦功をウェリントン公爵に次ぐと評した。
しかし、戦闘の最後になって、フランス軍の砲撃がアクスブリッジ伯爵の右足にあたり、その夜には右足の切除を余儀なくされた。切除手術の間、伯爵は動きもせず、不満ひとつ洩らさなかった。手術を終えたアクスブリッジ伯爵は「自分は47年間ずっといい男だったが、これ以上若いのを出し抜くのはフェアじゃないな」（I have been a beau these forty-seven years and it would not be fair to cut the young men out any longer）と語ったという。3週間後、アクスブリッジ伯爵はロンドンに戻った。
ワーテルローでの戦功と片足を失ったことにより、イギリス議会はアクスブリッジ伯爵への1,200ポンドの年金を可決したが、伯爵はこれを固辞、代わりに7月4日に連合王国貴族であるアングルシー侯爵に叙された。8月21日にはオーストリア帝国からマリア・テレジア軍事勲章を、ロシア帝国から聖ゲオルギー勲章を授与された。1816年、ロイヤル・ゲルフ勲章を授与された。1818年3月13日、ガーター勲章を授与された。1819年8月12日、陸軍大将に昇進した。
「アクスブリッジ卿の足」はのちにワーテルローで「埋葬」された。ロンドンに戻ったアングルシー侯爵は関節付きの義足を使用し、この義足はのちに「アングルシーの足」（Anglesey leg）と呼ばれた。後年、アングルシー侯爵は切除手術を行った司令部のあった居宅を訪れ、手術台となったテーブルで息子らと食事をとったという。

また、記念として1816年にアングルシー侯爵の円柱（トマス・ハリソン設計）がアングルシーで建てられ、1859年に円柱の上にアングルシー侯爵の銅像（マシュー・ノーブル作）が建てられた。

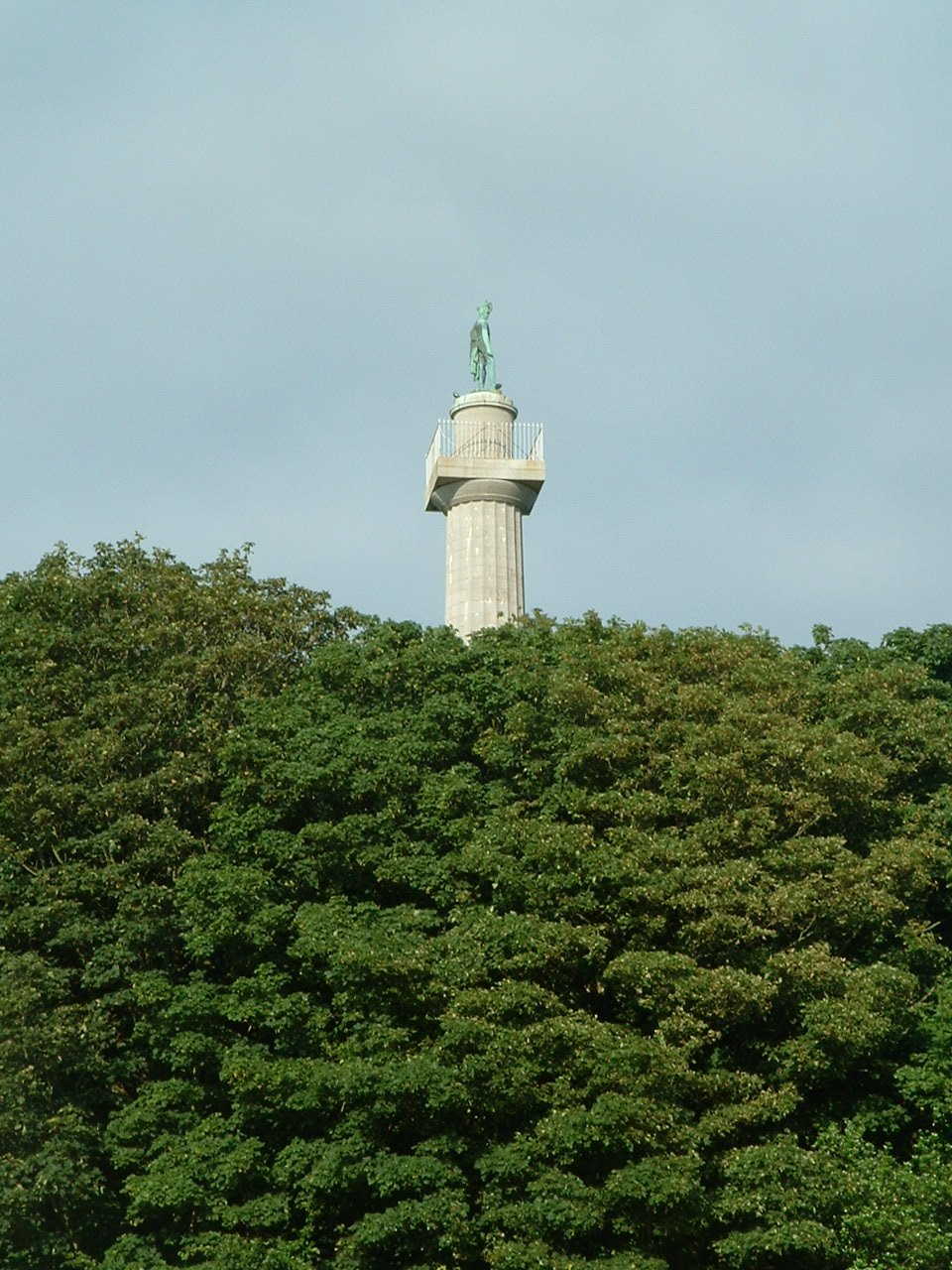
アングルシー侯爵の円柱（英語版）。スランヴァイルプールグウィンギル、2005年撮影。
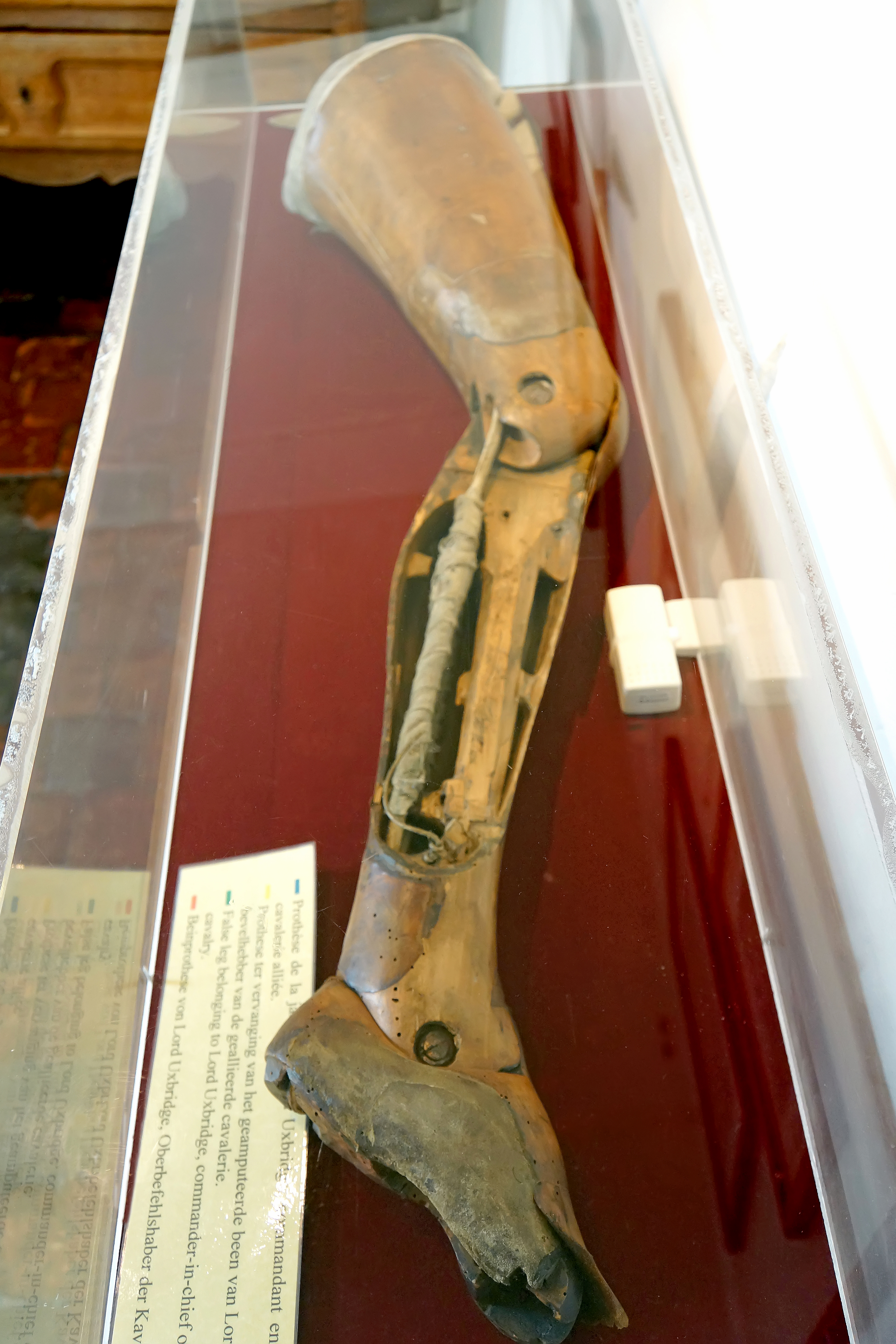
アングルシー侯爵の義足、2013年撮影。
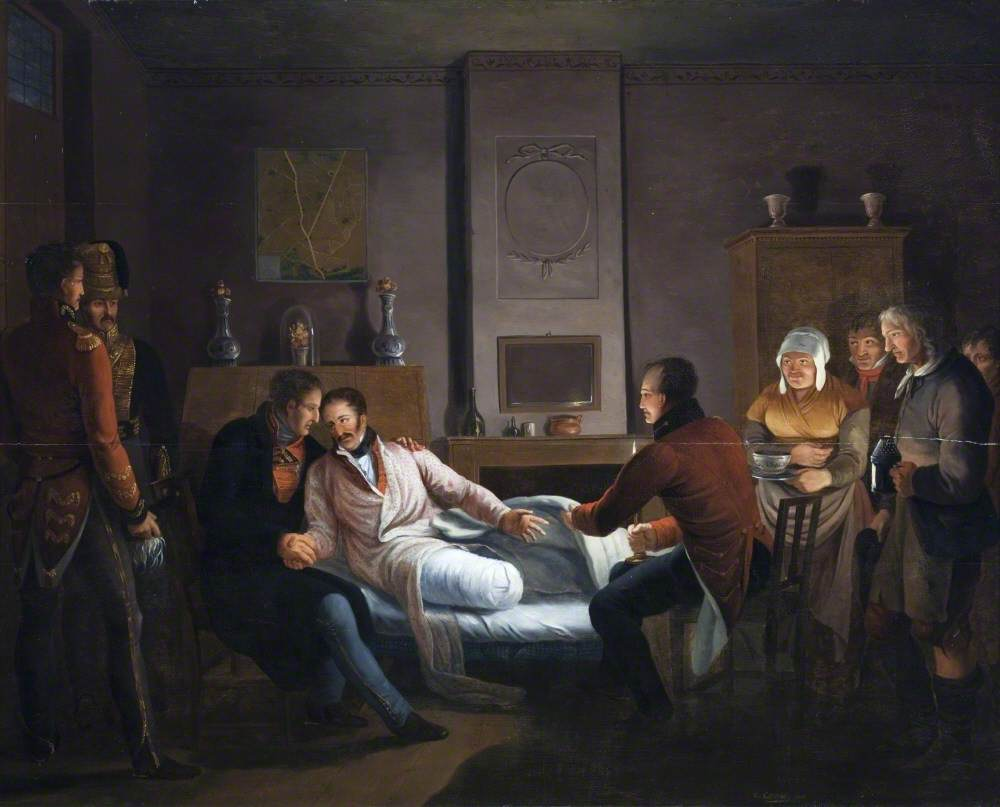
オランダの画家が描いた空想画。初代ウェリントン公爵が、隻足となったアクスブリッジ卿を訪れる様子をイメージしている。

### 爵位継承

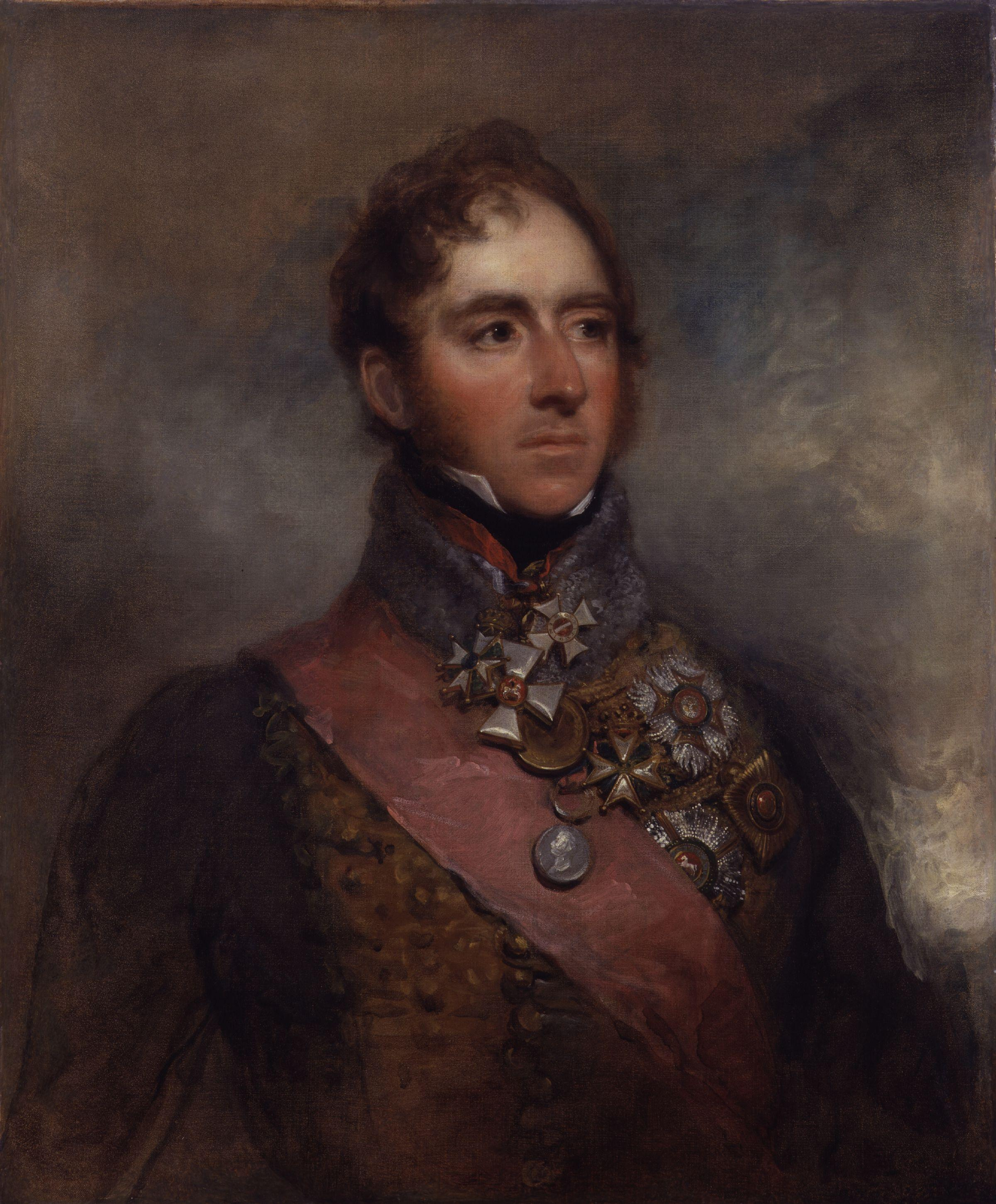
ジョージ・ドー（George Dawe）による肖像画、1817年ごろ。

1812年3月13日に父が死去すると、アクスブリッジ伯爵位を継承、貴族院議員に就任した。1812年6月18日に父の後任として北ウェールズ海軍次官およびカーマーゼン海軍次官に任命され、おそらく1854年に死去するまで務めた。庶民院ではミルボーン・ポートの2議席やアングルシー選挙区の1議席などで影響力を有した。
1820年11月にジョージ4世妃キャロライン・オブ・ブランズウィックへの痛みと罰法案に賛成票を投じた。これにより一時人気を失った。群衆に囲まれて、「王妃」（The Queen）と叫ばされると、「あなたたちの妻も彼女と同じになるように」（May all your wives be like her）と群衆を呪った。1821年7月のジョージ4世戴冠式で大家令を務めた。1826年3月25日、Captain of Cowes Castleに任命された。

### アイルランド総督
カニング内閣の成立に伴い、1827年4月30日に兵站総監に任命され、閣僚になった。同時に枢密顧問官にも任命された。
1828年1月にウェリントン公爵内閣が成立すると、同年2月27日にアイルランド総督に任命された。『英国人名事典』によれば、アイルランド総督への任命は新内閣成立以前には内定されていた。しかし、アングルシー侯爵がかねてよりカトリック解放への支持で知られていたため、カトリック解放に反対した首相ウェリントン公爵と内相ロバート・ピールとの関係は最初からよくなかった。
この時期、アイルランドではダニエル・オコンネルの指導するカトリック協会がカトリック解放問題の解決を迫ろうとしており、国王ジョージ4世は出立する前のアングルシー侯爵に対し、「真のプロテスタントであることを信じる」と述べたが、アングルシー侯爵は「私はプロテスタントとしてもカトリックとしても扱われない。私はアイルランドに行って、両者の間で公正にふるまうことを決心した」と返答した。同年7月にカトリックへの譲歩の必要性に気づき、ジョージ4世は8月には早くもアングルシー侯爵の召還を望んだが、ウェリントン公爵は世論に受け入れられる理由がないとして召還をせず、11月11日にアングルシー侯爵への手紙で侯爵のカトリック協会への融和的な態度に抗議するにとどまった。
アングルシー侯爵はアイルランド総督として、経済の発展に向けた提案をしたが、悉く無視された。さらに内閣の意向と違い、1828年12月の手紙でカトリック解放への支持を表明したため、1829年1月初に政府により召還され、19日にアイルランドを発った。一方、『オックスフォード英国人名事典』では侯爵の召還が1828年12月30日には決定され、手紙の件は侯爵の出立を早めただけだとした。カトリック解放への支持によりアイルランドでの人気は高く、アングルシー侯爵の召還はアイルランド人に惜しまれた。『アイルランド人名事典』によれば、アングルシー侯爵は召還の件によりアイルランドでの人気がさらに高まったという。これによりカトリック解放が一気に遠のいたように感じられたが、結果的にはウェリントン公爵が国王の説得に成功、4月13日には1829年ローマ・カトリック信徒救済法が成立した。
1830年11月、グレイ伯爵内閣の成立に伴いアングルシー侯爵はアイルランド総督を再任した。しかし、配下の主席政務官スタンリー卿エドワード・スミス＝スタンリーが入閣した一方、アングルシー侯爵は閣外大臣だった。このとき、カトリック解放はすでになされており、アングルシー侯爵はカトリックとプロテスタントの融和に努めようとしたが、ダニエル・オコンネルの合同法廃止運動に直面したアングルシー侯爵は内閣の支持を受けて強硬策をとり、1831年1月14日にオコンネルが銀行の取り付け騒ぎを起こすべきと公言するとオコンネルの逮捕に踏み切り、「アイルランドを統治するのは彼か私か、というところまで来ている」と評した。
1831年3月1日、事態が急転した。内閣が第1回選挙法改正の計画を提出し、オコンネルが廃止運動をいったん止めて選挙法改正への支持を表明したのであった。アングルシー侯爵も選挙法改正を支持し、十分の一税問題の解決も主張したが、後者はあまり成果が上がらなかった。1831年10月に提出された、選挙法改正の第2次法案に賛成票を投じた。
アイルランドでの治安維持のため強圧法（Coercion Act）の成立を求めて人気を失ったが、『オックスフォード英国人名事典』によれば、アングルシー侯爵は強圧法を成立させただけで十分だと感じ、実際に運用することはなかった。強圧法以外では教育委員会（Board of Education）の成立に貢献、特に国立の初等教育制度の設立に成功、1843年にはアイルランドで40万人の子供が国立学校に通うほどだった。一方、救貧法改革は進められなかった。そして、1833年7月の内閣総辞職でアングルシー侯爵も同年9月にアイルランド総督を辞任した。
1842年12月20日、第7軽竜騎兵連隊隊長から王立近衛騎馬連隊名誉連隊長に転じた。

### 最晩年

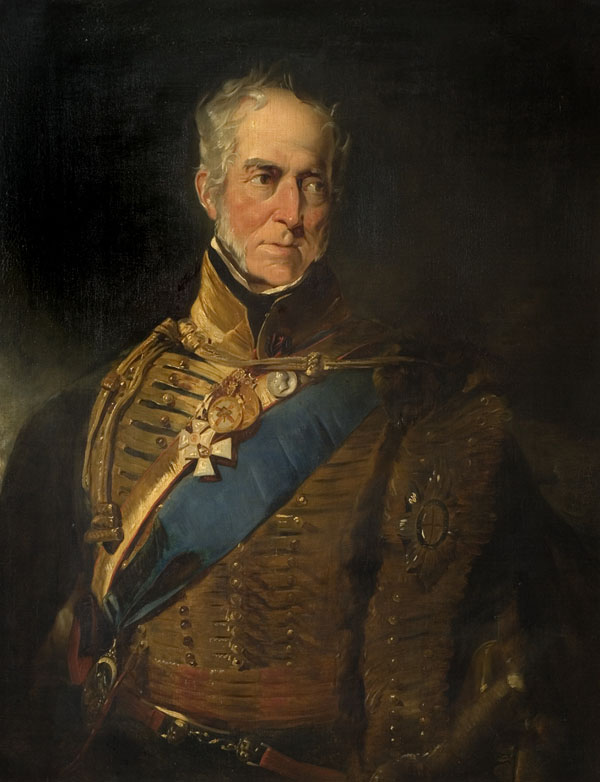
アングルシー侯爵の肖像画、1840年。

第1次ラッセル内閣の成立に伴い、1846年7月8日に再び兵站総監に任命され、1852年2月27日まで務めた。この任命も閣外大臣としての任命だった。1846年11月9日、陸軍元帥に任命された。アングルシー侯爵は兵站総監としてウェリントン公爵に協力して、イギリスの海岸防衛の弱さを政府と世論に気づかせようとし、2人は各地の海岸防衛を視察して回った。一方、フランスのシェルブールを視察したときは「強固に守られている」と評している。このときにはアングルシーもウェリントンも聴力が低下しており、2人が公にも私的にもよく一緒に行動したこともあって、「耳の遠い老いぼれ貴族2人がお互いに叫びあっている」という光景が度々みられた。ワーテルローの戦いに参加した上級将官のうち、ウェリントンより後に死去したのはアングルシー侯爵だけだった。
1849年1月31日、スタッフォードシャー統監に任命された。
1854年4月29日に卒中を起こして、ロンドンのアクスブリッジ・ハウス（Uxbridge House）で死去した。ヴィクトリア女王の意向により国葬が行われ、5月6日にリッチフィールド聖堂に埋葬された。1人目の妻との間の息子ヘンリーが爵位を継承した。

## 家族と私生活

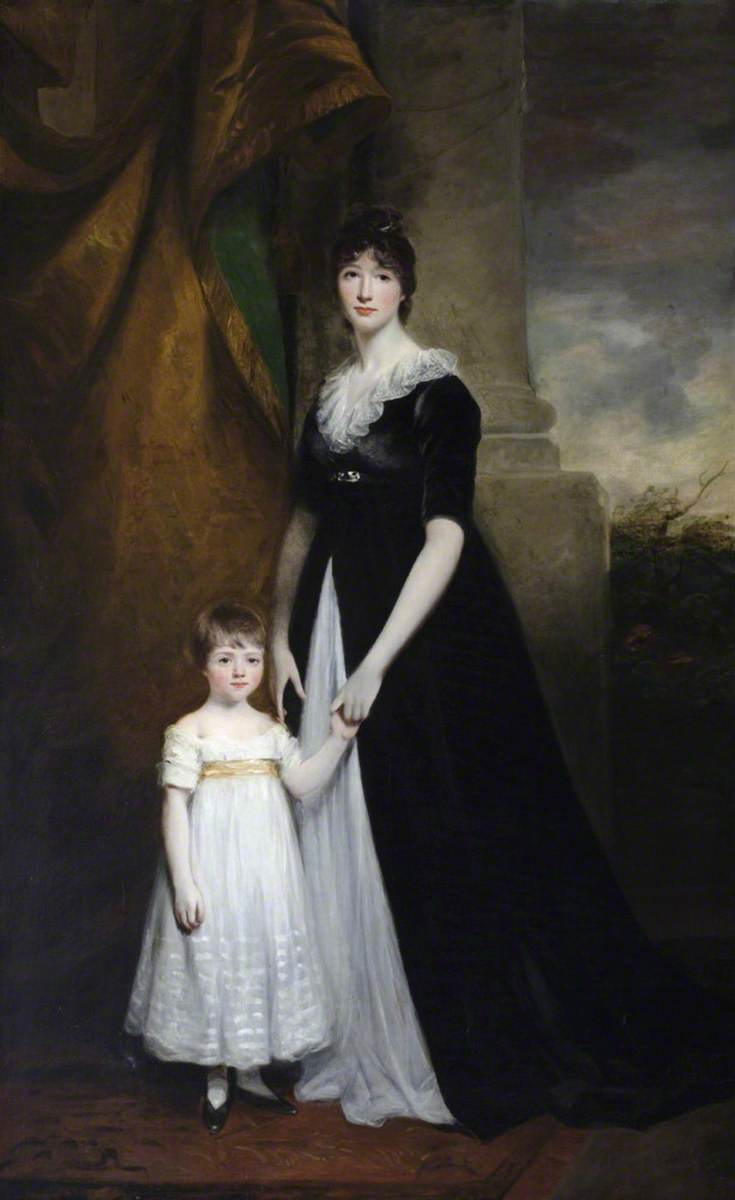
アングルシー侯爵夫人キャロライン・エリザベスと長男ヘンリー。ジョン・ホプナー画、1800年。

1795年7月25日、キャロライン・エリザベス・ヴィリアーズ（1774年12月16日 – 1835年6月16日、第4代ジャージー伯爵ジョージ・ヴィリアーズの娘）と結婚、3男5女をもうけた。
- キャロライン（1796年6月6日[44] – 1874年3月12日） - 1817年4月10日、第5代リッチモンド公爵チャールズ・ゴードン＝レノックス（英語版）（1860年10月21日没）と結婚[43]
- ヘンリー（1797年7月6日 – 1869年2月6日） - 第2代アングルシー侯爵[1]
- ジェーン（1798年10月13日[44] – 1876年1月28日） - 1824年4月24日、第2代カニンガム侯爵フランシス・カニンガム（1876年7月17日没）と結婚[43]
- ジョージアナ（1800年8月29日[44] – 1875年11月9日） - 1833年10月19日、第2代クロフトン男爵エドワード・クロフトン（1869年12月27日没）と結婚[43]
- オーガスタ（1802年1月26日[44] – 1872年6月6日没） - 1820年7月27日、初代テンプルモア男爵アーサー・チチェスター（英語版）（1837年9月26日没）と結婚[43]
- ウィリアム（英語版）（1803年3月1日 – 1873年5月17日） - 海軍軍人。1827年1月22日、フランシス・ド・ロッタンブール（Frances de Rottenburg、1875年5月6日没、フランシス・ド・ロッタンブール（英語版）の娘）と結婚、子供あり[43]
- アグネス（1804年2月11日[44] – 1845年10月9日） - 1829年3月7日、第2代ストラフォード伯爵ジョージ・ビング（英語版）と結婚[43]
- アーサー（1805年1月31日 – 1825年12月28日[44]）

2人の結婚生活はうまくいかず、パジェットはシャーロット・ウェルズリー（1781年7月11日 – 1853年7月8日、サー・ヘンリー・ウェルズリー（のち初代カウリー男爵）の妻、初代カドガン伯爵チャールズ・スローン・カドガンの娘）と不倫した。キャロライン・エリザベスがスコットランドの裁判所で訴訟を起こした結果、パジェットはヘンリー・ウェルズリーに24,000ポンドを支払い、さらにパジェット夫婦とウェルズリー夫婦の結婚が解消された。また、キャロライン・エリザベスの兄ヘンリーがパジェットに決闘を申し込む事態になった。1809年5月30日に行われた決闘ではカドガンが銃弾を放ってミスし、パジェットがわざと外した上でウェルズリー家にこれ以上傷をつけるわけにはいかないと述べた。キャロライン・エリザベスは1810年11月29日に第6代アーガイル公爵ジョージ・ウィリアム・キャンベルと再婚、パジェットはシャーロットと再婚した。
パジェットとシャーロットは6男4女をもうけた。
- エミリー（1810年3月4日[44] – 1893年3月6日） - 1832年8月4日、初代シドニー伯爵ジョン・タウンゼンド（英語版）（1890年2月14日没）と結婚[43]
- クラレンス・エドワード（英語版）（1811年6月7日 – 1895年3月22日） - 海軍軍人、庶民院議員。1852年4月7日、マーサ・ステュアート・オトウェイ（Martha Stuart Otway、1895年3月23日没、初代準男爵サー・ロバート・オトウェイ（英語版）の娘）と結婚、子供あり[43]
- メアリー（1812年6月16日 – 1859年2月20日） - 1838年9月6日、第7代サンドウィッチ伯爵ジョン・ウィリアム・モンタギューと結婚、子供あり[45]
- アルフレッド（1815年5月4日 – 1815年5月17日[44]）
- アルフレッド・ヘンリー（英語版）（1816年6月29日 – 1888年8月24日） - 陸軍軍人、庶民院議員。1847年4月8日、セシリア・ウィンダム（Cecilia Wyndham、1914年5月3日没、ジョージ・トマス・ウィンダムの娘）と結婚、子供あり[43]
- ジョージ・オーガスタス・フレデリック（英語版）（1818年3月16日 – 1880年6月30日） - 陸軍軍人、庶民院議員。1854年2月27日、アグネス・シャーロット・パジェット（Agnes Charlotte Paget、1858年3月10日没、サー・アーサー・パジェット（英語版）の娘）と結婚、子供あり。1861年2月6日、ルイーザ・エリザベス・ヘニッジ（Louisa Elizabeth Heneage、1914年1月25日没、チャールズ・ヘニッジの娘）と再婚[43]
- アデレード（英語版）（1820年1月[44] – 1890年8月21日） - 1851年11月29日、フレデリック・ウィリアム・カドガン閣下（英語版）（1904年11月30日没）と結婚[43]
- アルバート・オーガスタス・ウィリアム（1821年12月 – 1822年4月[44]）
- アルバート・アーサー（1823年5月29日 – ?） - 夭折[44]
- イリナ（Eleanor、1825年5月21日 – ?） - 夭折[44]

アングルシー侯爵の現存する手紙集から、アングルシーとカーナーヴォンにおける発展に寄与し、両カウンティの住民の多くがアングルシー侯爵の後援に恩恵を受けたことが見てとれる。